# Матфей II (патриарх Константинопольский)
Матфей II (греч. Ματθαίος Β΄; XVI век, Клино — 1603, Афон) — патриарх Константинопольский, занимавший пост патриарха на протяжении пяти лет (1596—1601).
Предшественником патриарха Матфея II был патриарх Феолепт II, а его преемником был патриарх Гавриил I.

## Биография
Выходец из влахов, родился в Клино. В 1582 году Матфей II стал митрополитом Янины. В период третьего патриаршества Иеремии II Матфей II совершил поездку по Румелии и на Пелопоннес для сбора податей с православных общин. После смерти патриарха Иеремии II в Константинопольской Православной Церкви обострилась борьба различных партий. После периода сравнительной стабильности в XVI веке Церковь вступила в эпоху частой смены патриархов.
В начале 1596 года Матфей II был избран на патриарший престол, его избрание состоялось при участии лишь 10 архиереев и не было признано остальными членами Синода Константинопольской Церкви. Матфей II занимал престол не более 20 дней. После этого он был вынужден удалиться на Афон. В апреле 1596 года патриархом был избран Гавриил I, но спустя полгода патриарх скончался.
Наиболее влиятельным в этот период стал Александрийский патриарх святой Мелетий I, который дважды занимал пост местоблюстителя Константинопольского Патриаршего престола в 1596 и 1598 годах. В борьбу партий Церкви постоянно вмешивались османские власти. В апреле 1598 года Матфей II был вторично призван на патриаршество и сохранял его за собой чуть менее 3 лет, до декабря 1601 года. В этот период одним из важных вопросов для Церкви были поиски места для новой патриаршей резиденции. В 1586 году османские власти конфисковали патриаршую резиденцию в монастыре Богородицы Паммакаристы. После нескольких лет скитаний и перенесения части церковного имущества в константинопольский дворец господарей Валахии в 1597 году по инициативе Мелетия I для резиденции был приобретен константинопольский храм святого Димитрия в Ксилопорте. Однако и это место не удовлетворило Синод, и с начала 1601 года по решению Матфея II местом пребывания Константинопольской Патриархии стал храм великомученика Георгия в районе Фанар.
Несмотря на пошатнувшееся из-за борьбы партий в эти годы положение Константинопольской Патриархии, Церковь по-прежнему проводила политику контроля над христианской райей по всей территории Османской империи, в том числе в делах автокефальных православных Церквей.
Так, в 1600 году Синод во главе с Матфеем II отправил послание к епископату и клиру Кипрской Православной Церкви о низложении архиепископа Афанасия I Кипрского и об утверждении во главе Церкви архиепископа Вениамина. В 1598 году Церковью была направлена 2-я миссия в Речь Посполитую, где после принятия Брестской унии в 1596 году обострились отношения между католиками и православными. Матфей II в Речи Посполитой должен был представлять архимандрита Никифора.
В декабре 1601 года Матфей II вновь отрекся от престола и уехал на Афон, где принял великую схиму. Константинопольскую церковь возглавил патриарх Неофит II. В третий раз Матфей II пытался возвратиться на патриаршество в январе 1603 года, но спустя 17 дней скончался.
Матфей II скончался в 1603 году.